# San Juan Evangelista
San Juan Evangelista là một đô thị thuộc bang Veracruz, México. Năm 2005, dân số của đô thị này là 30826 người.